# Вагатозеро
Вагато́зеро — озеро в Пряжинском районе Республики Карелия, Россия.
Форма овальная. Берега невысокие. Дно илистое, вдоль побережья грунты песчаные. Котловина ледникового генезиса.
В озеро впадают около пяти притоков, наиболее крупными являются реки Шуя (соединяет Вагатозеро и Шотозеро) и Сяпся (соединяет Вагатозеро и Сямозеро). Эти реки создают основное течение озера.
Западное побережье озера образовано преимущественно песчаными пляжами. Островов на озере нет. Водная растительность представлена тростником, камышом, осокой.
В озере обитает 18 видов рыб, в том числе сиг, ряпушка, плотва, лещ, щука, судак, окунь, налим.
На западном берегу озера была обнаружена стоянка первобытных людей, датируемая III—II тыс. до н. э.
На северо-западном берегу озера расположена деревня Нижняя Салма.
В 1960-е годы на озере проводился сплав древесины, работали катера «Волна» и «Штиль».